# Lluís Alexandre de Borbó
Lluís Alexandre de Borbó (en francès Louis Alexandre de Bourbon) va néixer al palau de Clagny, prop de Versalles, el 6 de juny de 1678 i va morir al palau de Rambouillet l'1 de desembre de 1737. Era fill del rei Lluís XIV de França (1638-1715) i de la seva amistançada Madame de Montespan (1640-1707). Va ser reconegut pel seu pare i nomenat comte de Tolosa el 1681, i després obtindria els títols de duc de Penthièvre (1697), d'Arco, i de Rambouillet (1711).
El 1683, quan només tenia cinc anys, va ser nomenat Almirall de França, i coronel d'un regiment d'infanteria el febrer de 1684, i mestre de camp d'un regiment de cavalleria el 1693. Amb aquesta estratègia, el Rei s'assegurava un control més directe sobre les seves tropes. El gener de 1689 va obtenir el govern de Guyena, que més tard canviaria pel de la Bretanya. El 1696 va ser nomenat Mariscal de França i a l'any següent comandant general de l'exèrcit reial.
Durant la Guerra de Successió Espanyola se li confià la defensa de Sicília. El 1704, a Màlaga va ocasionar greus pèrdues a la flota anglo-holandesa comandada per l'almiral George Rooke. Per la qual cosa se li atorgà la distinció de Cavaller del Toisó d'Or, i en acabada la guerra, el títol de Gran de França, el març de 1714
El 1706 va comprar el castell de Rambouillet, on va fer-hi notables millores.
Igual que el seu germà Lluís de Borbó (duc de Maine), mitjançant un edicte reial de juliol de 1714 va ser declarat apte com a successor al tron, essent nomenat príncep legítim. Amb tot, aquest decret va ser anul·lat pel Parlament de París el 1717, després de la mort de Lluís XIV i amb l'ascens a la regència de Felip II, duc d'Orleans. A diferència del seu germà, Lluís Alexandre no va ser apartat del poder. En el Consell de Regència es va convertir en Comandant de la Marina fins al 1722.

## Matrimoni i fills
El 2 de febrer de 1723 es va casar a París amb Maria Victòria de Noailles (1688-1766), filla del duc Anne Jules de Noailles (1650-1708) i de Maria Francesca de Bournonville (1654-1748). El matrimoni va tenir un fill:
- Lluís de Borbó (1725-1793), duc de Penthievre, Rambouillet, d'Aumale i Gisors, casat amb Maria Teresa d'Este-Mòdena (1726-1754).

Abans de casar-se, però, ja havia tingut amb Madeleine Aumont dos fills més considerats il·legítims: 
- Lluis Alexandre de Sainte Foy (1720-1723)
- Felip August de Sainte Foy (1721-1795).